# Юлийские Альпы
Юли́йские Альпы (словен. Julijske Alpe, итал. Alpi Giulie) — горный хребет, отрог Альп, располагающийся в итальянском регионе Фриули-Венеция-Джулия, а также в словенской местности Крайна.
Название гор происходит от Гая Юлия Цезаря, основавшего в районе Фриули и западной Крайне римскую провинцию со столицей Чивидале. В древности понятие Юлийские Альпы охватывало также горы, расположенные дальше к югу. К ним относились находящиеся в современной Словении Терновский лес, а также плато Грушица.

## Природа Юлийских Альп
Юлийские Альпы крутой и труднодоступный горный хребет в Европе. Наиболее высокой горой Юлийских Альп является гора Триглав с высотой 2864 метра, являющаяся одновременно самой высокой точкой Словении и бывшей Югославии. Существуют некоторые рассеянные по всей территории Юлийских Альп ледники. Ущелье Рабель разделяет Юлийские Альпы на восточную и западную часть.
В Юлийских Альпах находятся одна из глубочайших пещер мира Ceki-2 (-1502 м) и пещера Вртоглавица, которая имеет самый глубокий в мире сплошной колодец. Его глубина составляет 603 метра.

## Главные пики Юлийских Альп

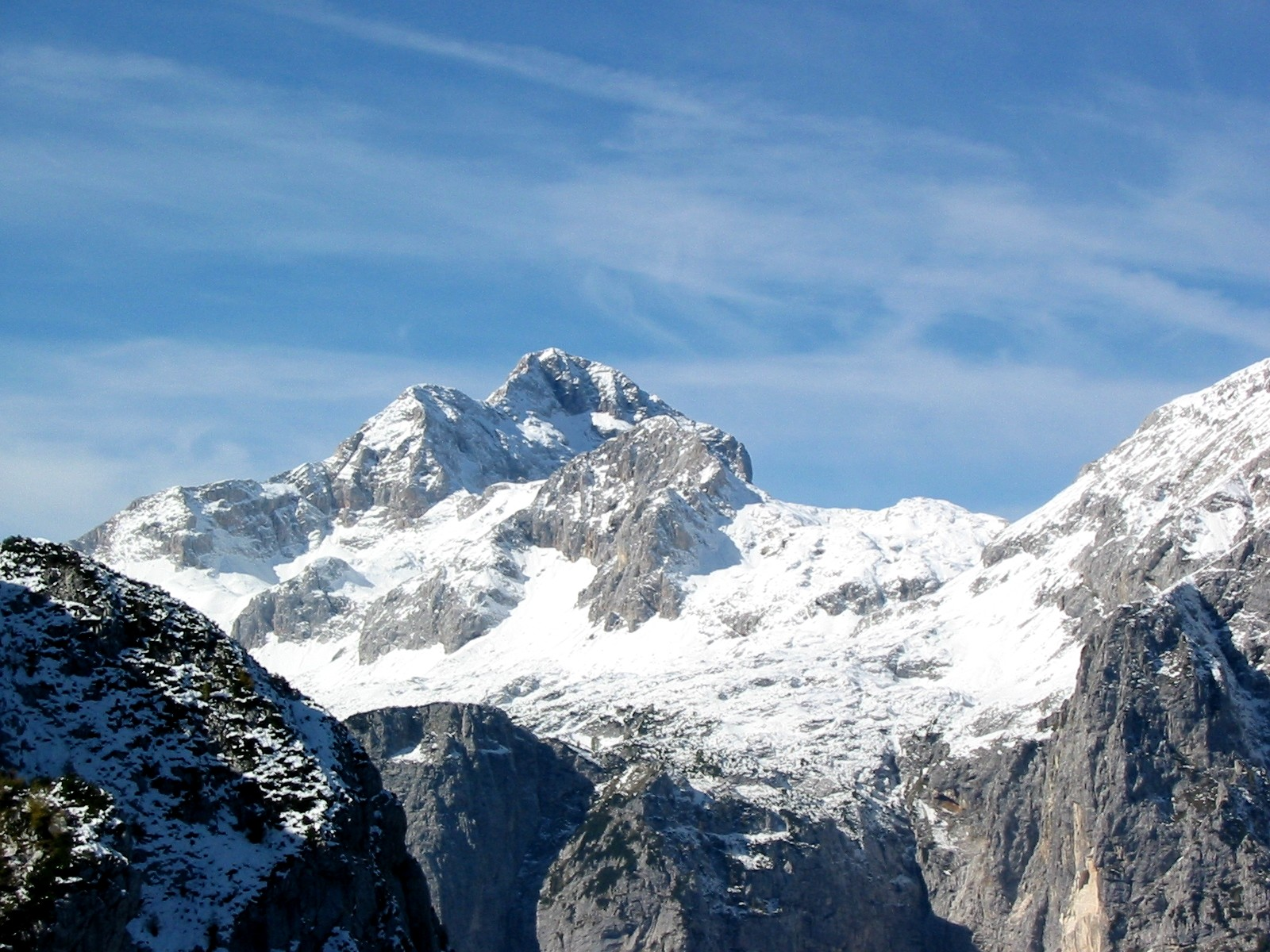
Гора Триглав в Юлийских Альпах

- Триглав 2864 м
- Монтаж 2754 м
- Шкрлатица 2740 м
- Мангарт 2677 м
- Яловец 2645 м
- Разор 2602 м
- Канин 2585 м
- Канявец 2568 м
- Присойник 2547 м
- Малая Мойстровка 2332 м
- Струг 2265 м

## Туристические центры
- Блед
- Бохинь
- Краньска-Гора
- Ратече
- Тарвизио
- Селла-Невеа